# شلن نيوزيلندي
الشلن النيوزيلندي (بالإنجليزية: New Zealand shilling)، أصدر لأول مرة عام 1933 إلى جانب أربع فئات أخرى من عملة الجنيه النيوزيلندي، وقد قدّم بسبب النقص في العملات الفضية البريطانية المماثلة بعد انخفاض قيمة الجنيه النيوزيلندي مقارنة بالجنيه الاسترليني. يبلغ قطره حوالي 24 ملم، وهو أكبر قليلاً من العملة البريطانية التي حلت محله بقيمة اثنتي عشر بنسًا، كانت الفئة تساوي نصف فلورين، أو اثنين من فئة ستة بنسات، أو خمسي فئة نصف كراون.
رفضت التصميمات المبكرة لبيرسي ميتكالف، التي تصور أدوات الماوري، أو الكيوي المتقاطعة من قبل دار سك العملة الملكية. دخل تصميم آخر يضم كيوي لجورج كروجر جراي في إنتاج النماذج، ولكن رُفض من قبل القائم بأعمال رئيس الوزراء جوردون كوتس، لصالح تصميم يصور رجلاً من الماوري يدعمه العديد من السياسيين الماوريين. يظهر محارب ماوري بدون قميص يجثم على الصخور بينما يحمل تاياها، أصدِرت العملة الفضية في البداية لاستجابة عامة انتقادية عمومًا. أصدرت بنسبة 50% من الفضة حتى أدى ارتفاع أسعار الفضة بعد الحرب إلى التحول إلى مركب الكوبرونيكل عام 1947، وسكّت العملة بثبات نسبي حتى عام 1965، عندما توقف إصدارها بعد النظام العشري واعتماد الدولار النيوزيلندي.

## خلفية

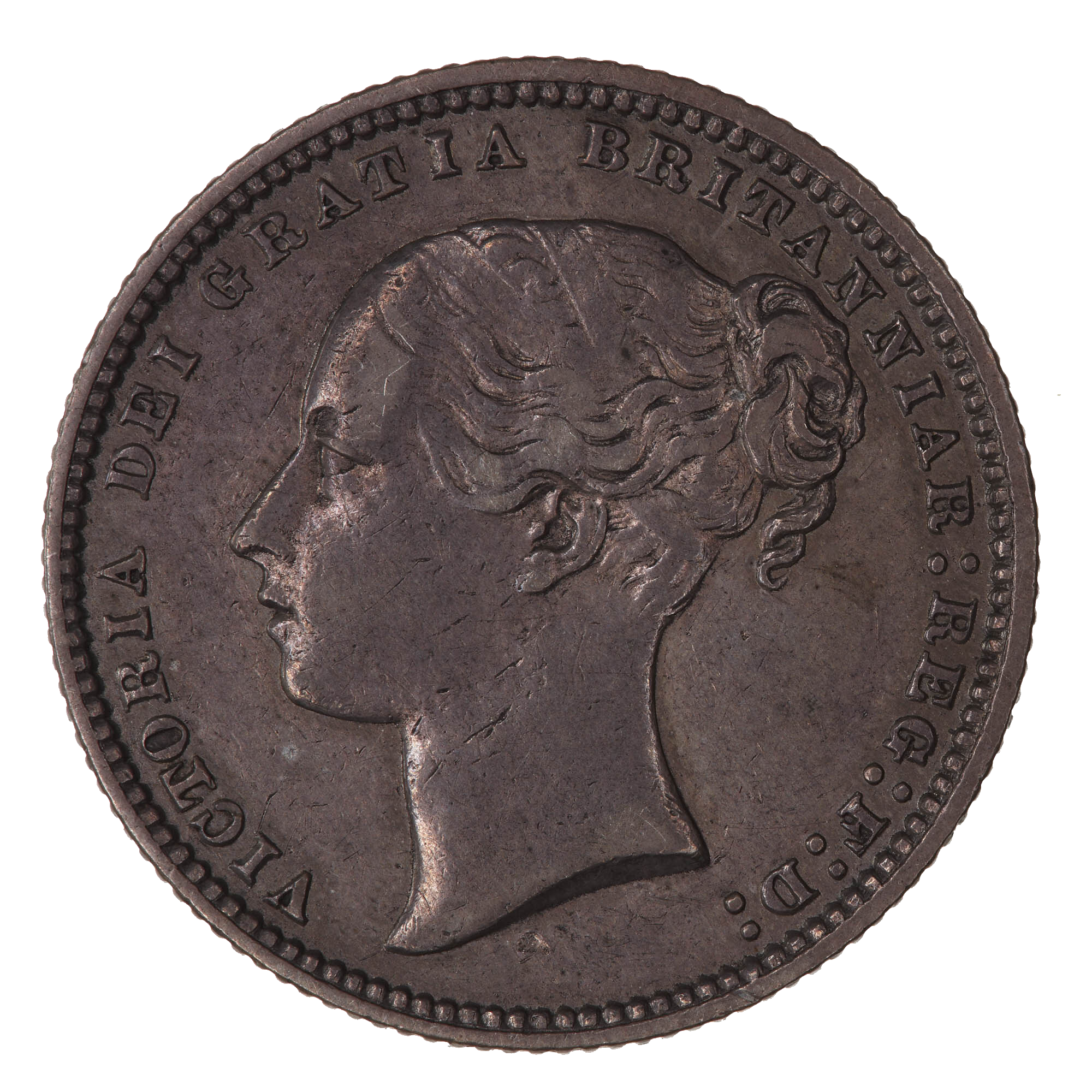
تداول الشلن البريطاني في نيوزيلندا خلال القرن التاسع عشر وأوائل القرن العشرين.

تداول الشلن البريطاني لأول مرة في نيوزيلندا خلال أوائل القرن التاسع عشر إلى جانب العديد من العملات الفضية الأخرى، بما في ذلك الإصدارات الأمريكية، والإسبانية، والفرنسية، والهولندية، إلى جانب فئات الفضة البريطانية الأخرى. أعلن عن الجنيه الإسترليني البريطاني كعملة قانونية عام 1858 للميلاد، ولكنه في الواقع العملة المتداولة الوحيدة منذ عام 1847 ميلادي. بدأت أستراليا في إصدار عملاتها المعدنية الخاصة منذ عام 1910 للميلاد، بما في ذلك الشلن الأسترالي. بدأ التداول بالعملة الفضية الأسترالية في نيوزيلندا على نطاق واسع عام 1930 للميلاد، عندما خفضت أستراليا قيمة الجنيه الأسترالي مقارنة بالجنيه الإسترليني. بدأت كميات كبيرة من العملة الأسترالية المخفضة القيمة تتدفق إلى نيوزيلندا، لتشكل في النهاية 30-40% من إجمالي العملات المتداولة بحلول أوائل عام 1933 للميلاد. كما زادت عمليات تزييف العملات الفضية خلال هذه الفترة.
اتبعت نيوزيلندا طريقها في تخفيض قيمة الجنيه النيوزيلندي في عام 1933، مما أدى إلى تهريب جماعي للعملات الفضية إلى بريطانيا وممتلكاتها الاستعمارية الأخرى. بعد عقود من الاقتراحات، سعت حكومة نيوزيلندا إلى إصدار عملة محلية في نفس العام. حدد قانون العملات لعام 1933 وزن وحجم ستة فئات من عملات نيوزيلندا الفضية، وقد روعي فيه التشلن باعتباره عملة بوزن 5.66 غرام. كان التشلن يعادل اثني عشر بنسًا أو نصف فلورن. على الرغم من تقديم شركات محلية لإنتاج العملة، اعتبرت حكومة نيوزيلندا أن المرافق المحلية غير كافية للإنتاج الضخم، وقامت بالتعاقد مع دار سك العملة الملكية لسك العملة.

## تصميم
كانت جميع الأوجه النقدية من الإصدار الأول عام 1933 تحمل تمثالًا لجورج الخامس متوجاً بتاج، صمّمه المصمم في المصلحة الملكية بيرسي ميتكالف لاستخدامه على الجنيه الروديني الجنوبي. استند هذا التصميم إلى تمثال أقدم من صنع النحات الأسترالي بيرترام ماكينال، والذي استخدم على عملات العديد من المستعمرات والممالك البريطانية الأخرى. كانت تصاميم الأوجه الخلفية بالتعاون بين لجنة استشارية من مصلحة السكك الحديدية الملكية برئاسة نائب الماستر روبرت جونسون وحكومة نيوزيلندا. أُخِذت استشارة الفنانين المحليين وأعضاء جمعية نيوزيلندا للعملة الورقية طوال عملية التصميم، ولكن كانت لدى المصممين البريطانيين مهمة إعداد سلسلة أولية من التصاميم، على الرغم من طلب جمعيات الفنون المحلية للحصول على فن داخلي للعملات. كان ميتكالف وجورج كروجر غراي فنانين ذوي خبرة، قام كل منهما من قبل بتصميم عملات لعدة ممالك بريطانية ومستعمرات أخرى. وكان على هاتين الشخصيتين تقديم تصاميم لكل من القيم الخمس الرئيسية الفضية الأولية للعملات.
قدم متكالف تصميمين، كان التصميم الأول يتضمن توكي بوتانغاتا (منضدة ماوري من الزمرد الفاتح) عبرها ساقين من عصا الآلهة راكاو، يتقاطعان مع النص "تشلن" و "نيوزيلندا". كان هذا التصميم، الذي قاطع النص ووضع أدوات ماوري غير المتصلة مع بعضها البعض قد رُفض بسرعة من قبل لجنة الاستشارة في المصلحة. وفي وقت لاحق، قدم متكالف تحويلًا لهذا التصميم لاستخدامه على القرش ولكنه أيضًا رفض.
ثاني تصميم لمتكالف أظهر كيوي مجردًا يتجه نحو المشاهد ويقف على الأرض المستوية، مع علامة "شلن" أعلاه، و "ن" و "ز" في الجزء الأمامي والخلفي للطائر، والتاريخ أسفله. رفضت اللجنة الاستشارية هذا التصميم دون تعليق. في حين وصفت هذه الكيوي في النسخة العدد 1966 من مجلة نيوزيلندا للعملات المعدنية باسم "صعبة التمييز تقريبًا"، وصفتها النسخة التكميلية لعام 2004 بأنها تصميم آرت ديكو، "خالد وأنيق وعصري".
تصميم كروغر غراي، الذي نال إعجاب اللجنة، كان يظهر كيوي مجردًا، بتجاويف مموجة عبر جسمه. يحيط بالطائر نقوش كوهايوهاي على ثلاثة جوانب، إلى جانب أرضية مزخرفة تتحد معها. قارن عضو لجنة العملات ومؤرخ العملات النقدية ألان سدرلاند تصميم الكيوي بمخروط الصنوبر، معترضًا على التقديم: "لن يقبل المواطن النيوزيلندي العادي هذا كتمثيل دقيق للطائر الوطني الذي لا يمتلك أجنحة. وافقت لجنة الاستشارة في المصلحة الملكية على هذا الشلن جنبًا إلى جنب مع تصميمات أخرى لكروغر غراي لبقية الفئات الأولية للعملات المعدنية.

### تدخل لجنة تصميم العملات

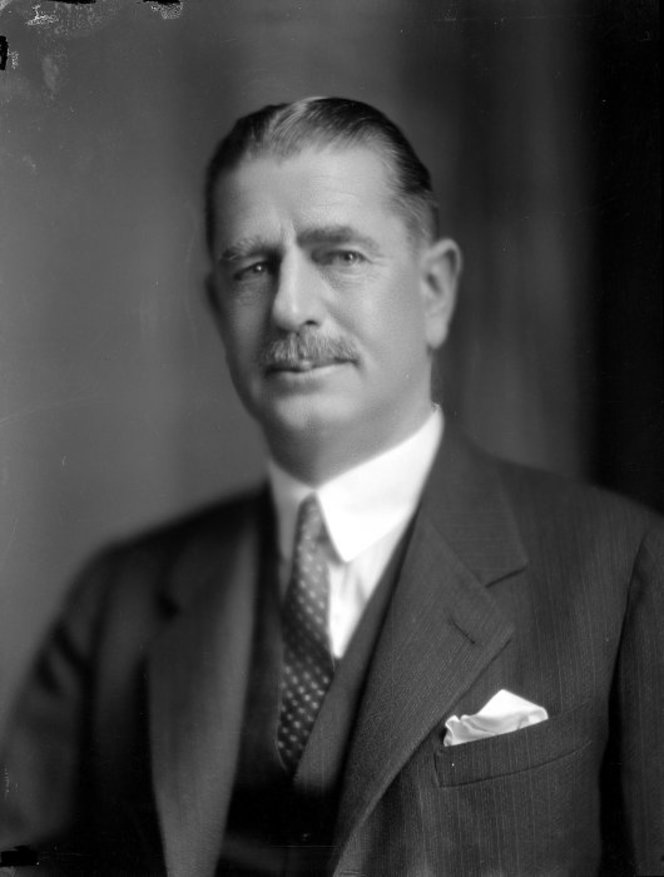
كوتس في عام 1931

رئيس وزراء نيوزيلندا جورج فوربس كان لديه رئاسة ضعيفة للغاية، ووزير المالية جوردون كوتس كان يشغل واجبات رئيس الوزراء فعليًا، خاصة خلال فترات إقامة فوربس الطويلة في بريطانيا. في يوليو 1933، عين كوتس لجنة تصميم العملات المعدنية، مكونة من فنانين محليين مختلفين إلى جانب أعضاء من جمعية نيوزيلندا النقدية. اعترضت هذه اللجنة الجديدة كثيرًا على تصاميم العملات المعدنية المعتمدة، رفضت تصميم الكيوي المجرد لصالح تصميم طبيعي يُستخدم على ظهر الفلورين الأكبر. مع اقتراح الفلورين كوحدة قاعدية لعملة عشرية مستقبلية، أعطت اللجنة الأولوية لوجود الكيوي على العملة. وحُدّد التصميم المستخدم للشلن بناءً على نصيحة وزير الشؤون الأصلية السير آبيرانا نغاتا، على أن يكون "تصميمًا ماوريًا يظهر شخصًا ماوريًا يرقب بحذر بوضع مع تاياها [...] تصميم يملأ الدائرة بشكل جيد، وحقل مستو". وطُلب من مصلحة الطوابع الملكية الرجوع إلى تصميم علان جايردنر ويون لميدالية هيكتور في عام 1911، والتي تظهر الجزء الأمامي لصياد ماوري يأخذ طائر الهويا. وكانت الدعوة لإضافة شخصية ماوري إلى العملة المعدنية مدعومة من قبل سياسيين ماوريين آخرين مثل إرويرا تيريكاتين، عضو مجلس النواب عن منطقة ماوري الجنوبية.
حاول نائب رئيس المصممين جونسون الاتصال بوايون للحصول على ميدالية كنموذج للشلن. الاثنان، منافسان في تصميم الميداليات، لا يحبون بعضهما البعض. وايون، مشككًا في أن جونسون سيحاول نسخ عمله، رفض إعارة نسخة لمصلحة المصلحة الملكية. كان كروجر غراي، غير قادر أيضًا على الرجوع إلى الميدالية، خيبانًا لحذف كوهايواهاي، معتبرًا أنها مهمة للحفاظ على الطابع الوطني المميز لعملات نيوزيلندا. اعتبر أن الشلن صغير جدًا للتمثيل بشكل كامل للجسم، موصيًا بوضعها بدلاً من ذلك على الفلورين. بعد عدة أيام من تقديم الطلب إلى كروجر غراي، طمأنه جونسون بأن التصاميم الأصلية ستتقدم، وطُلب منه المضي قدمًا في الشلن مع تعديلات طفيفة، بما في ذلك زيادة التحديد المعطى لفتحات الأنف للطائر. استشهد جونسون باتفاق من رئيس الوزراء فوربس بشأن استخدام الشلن الكيوي: "يتمنى رئيس وزراء نيوزيلندا الالتزام الصارم بالقرار [...] ويقترح تجاهل ملاحظات اللجنة المحلية." بجانب ثريبنس يستخدم نقشة هاي-تيكي، كانت هذه الشلن المعدلة واحدة من اثنين فقط من التصاميم المرفوضة التي وصلت إلى إنتاج عملات النموذج، مع وجود أمثلة محفوظة في متحف المصلحة الملكية، بالإضافة إلى مثال يتمتع به شخص ما خصوصًا معتمد من PCGS.
بينما كانت لجنة الاستشارة تواصل العمل على العملات المعدنية، مشيرة إلى الحاجة الملحة لعملات معدنية محلية والتأخير الذي قد تتسبب فيه عملية إعادة التصميم، كان كوتس يستمر في إرسال كتابات برقية إلى المصلحة الملكية بتفاصيل إعادة التصميم. كانت لجنة الاستشارة تهدف إلى التأخير حتى عودة فوربس إلى نيوزيلندا في 20 سبتمبر، حيث سيفقد كوتس صلاحياته كوزير فعال وسيتمكن من استئناف العمل على التصاميم التي جرت الموافقة عليها أصلاً. صاغ جونسون تلغرافًا يتعين إرساله إلى كوتس، مقترحًا إعادة تصميم لإصدار عام 1934، مع الحفاظ على تصاميم لجنة الاستشارة للعملات المعدنية لعام 1933، مع تكرار الاعتراضات بشأن ملاءمة تصوير جسم كامل للماوري على عملة معدنية بحجم الشلن.

ومع ذلك، أقر فوربس في النهاية بلجنة التصميم عند عودته إلى نيوزيلندا، حيث قام بإعلام المصلحة الملكية في أوائل أكتوبر بالمضي قدمًا في إعادة التصميم المقترحة. نُقل تصميم الكيوي المجرد الخاص بكروجر غراي إلى الفلورين مباشرة في البداية، ولكنه في النهاية اضطر إلى إعادة تصميمه بطريقة طبيعية.

### شلن ماوري
حدد كوتس أنه يجب تصوير شخصية الماوري على الشلن في "وضعية الرقص الحربي [الهاكا] الصحيحة"، ونصح بالرجوع إلى عملة سنتافو الفلبيني المعاصرة؛ حيث كان غير قادر على فهم اعتراضات جونسون على مقياس التصميم على الشلن، وأُرسلت رسوم توضيحية للمساعدة. رفض طلب النائب إريرا تيريكاتيني بأن يكون الشخص موشومًا بالوشم، ورأى كوتس أنه سيظهر النيوزيلنديين على أنهم "ماوري وحشيين".
قام كروجر غراي بالتقدم بسرعة وفقًا لتعليمات التصميم الجديدة، وقدم في منتصف أكتوبر رسمًا تقريبيًا للتصميم النهائي. بدلاً من الهاكا، يظهر الواقف في الرسم بزي بيوبيو، عاري الصدر ومستدرجًا بعيدًا عن المشاهد، متخذًا موقف جثة على قمة صخرة أو جرف. يحمل تاياها في يديه، مشيرًا إلى الأمام. بحلول نوفمبر، جرت الموافقة على التصميم وطُلِبَ من كروجر غراي المضي قدمًا في نمذجة الشلن للإنتاج. وكانت آخر عملة من الإصدار الخاص بعام 1933 التي وصلت إلى نيوزيلندا، ودخلت التداول في دنيدن في 3 أبريل 1934. تحولت مخاوف جونسون حول القوة المطلوبة لتصوير الشخصية ذات الارتفاع العالي إلى توقعات صحيحة، حيث أدت الضربات الأقوى إلى عمر أقصر بكثير لقوالب النقش الفردية أثناء طباعة الشلن.

## ردود الفعل
رغم الترحيب العام بالعملات الجديدة من قبل الجمهور النيوزيلندي، إلا أن ردود الفعل تجاه الشلن كانت مختلطة.انتُقِد الاستخدام الغير تاريخي للثوب بيوبيو (المرتبط برقصة وطقوس الهاكا الحديثة) في سياق قتالي، جنبًا إلى جنب مع الوضع الغير مريح الذي كان يُظهر فيه تاياها. كان ألان ساذرلاند سعيدًا بالتصميم، لكنه ندم على غياب الشباب والحيوية في تصوير الواقف. انتُقِد الشلن في دومينيون من قبل عالم الأعراق يوهانس أندرسن كونه مفرطًا في الروح الحربية. واقترح أن الرؤية الأمامية أو تصميم يشبه أكثر إلى المشهد الصيد الموجود في وسام هيكتور سيكونان أكثر ملائمة.

## ضرب النقود
إن إجمالي الشلن ظل مستقرًا نسبيًا على مر السنين، مع وجود خمس سنوات فقط لم تنتج فيها قطع للتداول. ومع ذلك، أدت الأرقام المنخفضة لإجمالي الإنتاج في أوائل الأربعينيات والخمسينيات إلى ندرة كبيرة للغاية في القطع التي لم تتداول بعد من بعض التواريخ، حيث يصل سعر بعضها، إلى مئات الدولارات في الحالة النقية عند التداول، مثل الشلن لعام 1955. حيث لم تصدر أي قطع تذكارية.
هناك نوعان من الأخطاء الرئيسية في الشلن، وهما يتمتعان بأسعار أعلى كثيرًا من الإصدارات القياسية لتواريخها. طُبِعت شلنات نوع "الظهر المكسور" بكميات صغيرة في عامي 1942 و 1958. ظهر نوع بدون أفق في الإصدار الذي ظهر عام 1962. نتيجة لارتفاع أسعار الفضة في السنوات التي تلت الحرب العالمية الثانية، انتجت القيم الفضية السابقة (بما في ذلك الشلن) من سبيكة كوبرونيكل منذ عام 1947، باستثناء قيمة الكراون في عام 1949. استدعيت الكثير من القيم الفضية من التداول وصهرها من قبل البنوك. ألغي الشلن عام 1967 لصالح القيم الجديدة للدولار النيوزيلندي.
| سنة        | 1933      | 1934      | 1935      | 1936 |
| ---------- | --------- | --------- | --------- | ---- |
| ضرب النقود | 2,000,000 | 3,400,000 | 1,680,000 | 0    |

| سنة        | 1937    | 1938 | 1939 | 1940   | 1941    | 1942    | 1943   | 1944    | 1945      | 1946      | 1947      | 1948      | 1949 | 1950   | 1951      | 1952   |
| ---------- | ------- | ---- | ---- | ------ | ------- | ------- | ------ | ------- | --------- | --------- | --------- | --------- | ---- | ------ | --------- | ------ |
| ضرب النقود | 890.000 | 0    | 0    | 500000 | 360,000 | 240.000 | 900000 | 480.000 | 1,030,000 | 1,060,000 | 2,800,000 | 1,000,000 | 0    | 600000 | 1,200,000 | 600000 |

| سنة        | 1953   | 1954 | 1955   | 1956   | 1957   | 1958      | 1959   | 1960   | 1961   | 1962      | 1963   | 1964      | 1965      |
| ---------- | ------ | ---- | ------ | ------ | ------ | --------- | ------ | ------ | ------ | --------- | ------ | --------- | --------- |
| ضرب النقود | 200000 | 0    | 200000 | 800000 | 800000 | 1,000,000 | 600000 | 600000 | 400000 | 1,000,000 | 600000 | 3,400,000 | 3,500,000 |

### اقتباسات
1. ↑  Matthews، Ken (مارس 2003). "The Legal History of Money in New Zealand" (PDF). Reserve Bank of New Zealand Bulletin. ج. 66 ع. 1: 40–49. مؤرشف (PDF) من الأصل في 2023-11-01. اطلع عليه بتاريخ 2023-11-24.
2. ↑  Hargreaves 1972، صفحة 32.
3. ↑  Hargreaves 1972، صفحات 141–142.
4. ↑  Hargreaves 1972، صفحة 142.
5. ↑  An act to make Provision with respect to Currency, Coinage, and Legal Tender in New Zealand، 1933
6. ↑  Hargreaves 1972، صفحات 144–145.
7. ↑  Stocker 2005، صفحات 145–146.
8. ↑  Johnson، Robert A. (1934). Sixty-Fourth Annual Report of the Deputy Master and Comptroller of the Royal Mint – 1933 (Report). London: مكتب معلومات القطاع العام  [لغات أخرى]‏. ص. 6–8. مؤرشف من الأصل في 2023-11-04. اطلع عليه بتاريخ 2023-11-24.{{استشهاد بتقرير}}:  صيانة الاستشهاد: علامات ترقيم زائدة (link)
9. 1 2 3 4  Stocker 2005، صفحة 148.
10. ↑  Stocker، Mark (2011). "Completing the Change: The New Zealand Coin Reverses of 1940" (PDF). British Numismatic Journal. ج. 81: 201–222. مؤرشف من الأصل (PDF) في 2023-11-16.
11. ↑  Denarius (يوليو 1966). "The Maori on the Shilling" (PDF). New Zealand Numismatic Journal. ج. 11 ع. 6: 246–247. مؤرشف من الأصل (PDF) في 2023-12-12.
12. ↑  Stocker، Mark (ديسمبر 2004). "'The Numismatic Birth of the Dominion': The 1933 New Zealand Coinage Designs" (PDF). New Zealand Numismatic Journal ع. 82: 12. مؤرشف من الأصل (PDF) في 2023-11-26.
13. ↑  Stocker 2005، صفحات 150–151.
14. ↑  "Papers Past — Press — 20 December 1912 — NEWS OF THE DAY". Paperspast.natlib.govt.nz. 20 ديسمبر 1912. مؤرشف من الأصل في 2023-12-09. اطلع عليه بتاريخ 2015-08-11.
15. 1 2  "Talk of "Stouch": Incident in House, Maori Members Feelings". Evening Post  [لغات أخرى]‏. 9 نوفمبر 1933. ص. 9. مؤرشف من الأصل في 2023-12-12.{{استشهاد بخبر}}:  صيانة الاستشهاد: علامات ترقيم زائدة (link)
16. ↑  Stocker 2005، صفحات 151–152.
17. ↑  "1933 New Zealand pattern shilling". The Royal Mint Museum. مؤرشف من الأصل في 2023-12-15.
18. ↑  Turner، Jay (26 فبراير 2020). "PCGS Certifies Rare 1933 New Zealand Pattern". PCGS. مؤرشف من الأصل في 2023-12-11.
19. ↑  Stocker 2005، صفحات 152–153.
20. ↑  Stocker 2005، صفحة 153.
21. ↑  Stocker 2005، صفحة 152.
22. ↑  Hargreaves 1972، صفحة 153.
23. ↑  "Designs on New Zealand Coins" (PDF). New Zealand Numismatic Journal. ج. 10 ع. 3: 74–77. فبراير 1961. مؤرشف (PDF) من الأصل في 2024-01-25.
24. ↑  Stocker 2005، صفحة 155.
25. ↑  Hargreaves 1972، صفحة 149.
26. 1 2  Stocker 2005، صفحة 157.
27. ↑  McDonald، J. (14 مارس 1934). "The New Shilling Design". نيوزيلاند هيرالد. ص. 15. مؤرشف من الأصل في 2023-12-09.
28. ↑  Andersen، Johannes C. (30 أبريل 1934). ""WARLIKE SHILLING": Experts Criticize New Zealand Coins". Dominion. ص. 8. مؤرشف من الأصل في 2023-12-04.
29. 1 2 3 4 5  Cuhaj، George S. (2014). 2014 Standard Catalog of World Coins (ط. 41st). ص. 1633.
30. ↑  Familton، Robert John؛ McLintock، A. H. (1966). "Coinage". An Encyclopaedia of New Zealand.
31. ↑  Hargreaves 1972، صفحة 182-183.

### فهرس
- Hargreaves، R. P. (1972). From Beads to Banknotes. Dunedin: John McIndoe.
- Stocker، Mark (2005). "'A Very Satisfactory Series': The 1933 New Zealand Coinage Designs" (PDF). British Numismatic Journal. ج. 75: 142–160. مؤرشف (PDF) من الأصل في 2023-11-08. اطلع عليه بتاريخ 2023-11-24.